# Vasil Stojanov
Vasil Dimitrov Stojanov, (bulharsky Васил Стоянов, 28. června 1839 Žeravna, Bulharsko – 21. listopadu 1910 Sofie) byl bulharský revolucionář, filolog a pedagog, jeden z iniciátorů vytvoření Bulharské knižní společnosti.

## Život
V letech 1849 až 1858 studoval na gymnáziu v Šumenu, kde byl poslední dva roky studia, spolu se svým spolužákem a přítelem Vasilem Drumevem, pomocným učitelem.  V roce 1858 odešel studovat na reálku do Prahy. V roce 1862 byl jedním ze zakladatelů tajného spolku Pobratim, který v Praze  založili bulharští, chorvatští, slovenští, slovinští, srbští a  čeští studenti; cílem spolku bylo podporovat jižní Slovany v boji za jejich osamostatnění, zejména pak bulharský národ v boji pro Osmanské říši. V témže roce přerušil studia, aby se stal v Bělehradě příslušníkem 1. bulharské legie; po jejím rozpuštění se vrátil do Prahy, kde studoval slovanskou filologii (1864 až 1866) a práva (1866 až 1868). V Praze se stýkal s českými vlastenci, mj. s Konstantinem Jirečkem, Vítězslavem Hálkem, Janem Nerudou a  Františkem Palackým. Boženě Němcové pomáhal s překladem  bulharských textů.
V roce 1868 odešel do Brăily, kde v roce 1869 založil spolu s Marinem Drinovem Bulharskou knižní společnost (BKD), jejímž se stal tajemníkem. Od roku 1873 do roku 1879 vyučoval bulharský jazyk v Bolhradu. Po osvobození Bulharska od turecké nadvlády zastával Vasil Stojanov různé vládní funkce – okresní guvernér regionu Varna (tehdejší provincie) (1880 – 1882), vedoucí BKD (1882 – 1884), ředitel Národní knihovny (1883 – 1894).